# Turbonilla funiculata
Turbonilla funiculata is een slakkensoort uit de familie van de Pyramidellidae. De wetenschappelijke naam van de soort is voor het eerst geldig gepubliceerd in 1868 door de Folin.